# 古達巴因大屠殺
古達巴因大屠殺，是由緬甸國防軍和若開邦當地武裝大規模殺害羅興亞人事件，據報導，他們於2017年8月27日在緬甸若開邦的古達巴因村發生。根據美聯社首次報導的目擊者證詞和錄像證據，大屠殺的受害者被緬甸軍隊埋葬在五個亂葬坑中，並被強酸毀屍滅跡。羅興亞村長老記錄了一份可能在大屠殺中死亡的75人名單，而當地人估計大屠殺中有多達400人喪生。

## 背景
羅興亞人是少數民族，主要居住在緬甸若開邦北部靠近孟加拉國的地區，被描述為世界上受迫害最嚴重的少數民族之一。在現代，緬甸羅興亞人的迫害可以追溯到20世紀70年代。從那以後，羅興亞人經常成為政府和佛教民族主義者迫害的目標。緬甸過去的軍政府經常利用該國各宗教團體之間的緊張關係。根據大赦國際的說法，自1978年以來羅興亞人在過去的軍事獨裁統治下遭受了侵犯人權的行為，許多人因此逃往鄰國孟加拉國。2005年，聯合國難民事務高級專員開始協助從孟加拉國遣返羅興亞人，但關於難民營中侵犯人權的指控威脅到了這一努力。2015年，在2012年發生社區騷亂後，仍有140,000名羅興亞人留在境內流離失所者營地。
2017年8月25日，若開羅興亞救世軍（ARSA）的反叛分子發動了對緬甸軍隊的第二次大規模襲擊，導致政府進行新的“清理行動”，批評者認為這些行動是針對平民的。

## 大屠殺
根據大屠殺倖存者的說法，緬甸軍隊之前已經計劃好大屠殺並為此做好準備;這可能是為了報復若開羅興亞救世軍的攻擊而做的。當地人發現士兵在大屠殺前兩天在村莊市場附近買了十二大瓶酸。2017年8月27日中午，來緬甸國防軍自的200多名士兵從一個佛教村莊向南衝進了古達巴因，向逃走的羅興亞村民開火。許多逃離的人藏在河邊的椰林裡，看著緬甸軍隊和蒙面的當地合作者在燒毀住所之前搶劫了貴重物品。之後，緬甸陸軍士兵和他們的合作者開始在樹叢中尋找倖存者，處決那些被發現的人。據目擊者稱，兒童和老人被士兵扔進了燃燒的小屋。
另一組士兵從北方包圍了古達巴因，而士兵們仍然在樹叢中搜尋，在古達巴因捕獲倖存的羅興亞人。最初襲擊的一些倖存者設法隱藏在附近的一座橋下，士兵們開始用酸燃燒屍體並將它們裝上前往墓地的三輛卡車。一名目擊者描述了看著村莊燃燒了16個小時，直到緬甸軍隊最終撤離。

## 事後
大屠殺發生後的幾天，附近村莊的倖存者和羅興亞人回到了古達巴因，以找回被緬甸軍隊留下的親友的燒焦屍體。美聯社於2018年2月1日表示，在對二十多名倖存者進行採訪並獲得大規模殺戮及其後果的視頻證據之後，已經證實在古達巴因發生了大屠殺。緬甸政府堅持認為大屠殺從未發生過，只有19名“恐怖分子”被殺，並在村里“小心埋葬”。

## 回應
- 緬甸：政府信息委員會於2018年2月2日發表聲明，否認有關發生大屠殺的指控，稱17名政府官員被派往古達巴因並在沒有證據或村民確認的情況下返回。聲明進一步聲稱，只有19名“恐怖主義分子”在古達的因安全部隊“自衛”中喪生。美聯社發言人拒絕了政府的說法，他說：報導支持我們的說法。
- 美聯社發言人希瑟·奈特在新聞發布會上說:“我們對緬甸境內亂葬坑的報導深感不安。我們正在仔細觀察。我們仍然專注於幫助確保追究侵犯人權和侵犯人權行為的責任。”